# Korea Juniors
Das Korea Juniors (auch Korea Junior International genannt) ist im Badminton die offene internationale Meisterschaft von Südkorea für Junioren und damit das bedeutendste internationale Juniorenturnier in Südkorea. Es wurde erstmals 2012 ausgetragen.

## Die Sieger
| Saison    | Herreneinzel        | Dameneinzel     | Herrendoppel                   | Damendoppel                            | Mixed                       |
| --------- | ------------------- | --------------- | ------------------------------ | -------------------------------------- | --------------------------- |
| 2012      | Sitthikom Thammasin | Kim Hyo-min     | Choi Sol-gyu Kim Ki-hoon       | Lam Narissapat Puttita Supajirakul     | Kim Jung-ho Kim Ji-won      |
| 2013      | Choi Sol-gyu        | Kim Hyo-min     | Heo Kwang-hee Choi Sol-gyu     | Kim Hye-rin Lee Sun-min                | Choi Sol-gyu Chae Yoo-jung  |
| 2014      | Seo Seung-jae       | Natsuki Nidaira | Kenya Mitsuhashi Yuta Watanabe | Nami Matsuyama Chiharu Shida           | Yuta Watanabe Chiharu Shida |
| 2015      | Lee Yoon-kyu        | Kim Ga-eun      | Lim Su-min Moon Jun-seop       | Baek Seung-hee Kim Ga-eun              | Yoon Jung-hwan Kim Ga-eun   |
| 2016      | Woo Seung-hoon      | Song Hyeon-joo  | Su Li-wei Ye Hong-wei          | Seong Ah-yeong Seong Na-yeong          | Kang Min-hyuk Sim Yu-jin    |
| 2017      | Bai Yupeng          | Wang Zhiyi      | Guo Ruohan Zheng Binbin        | Zhang Shuxian Xia Yuting               | Liu Shiwen Xia Yuting       |
| 2018      | Jeong U-min         | Nanami Someya   | Jeong U-min Ki Dong-ju         | Leung Sze Lok Yeung Pui Lam            | Lui Chun Wai Yeung Pui Lam  |
| 2019      | Meiraba Luwang      | Lee So-yul      | Kim Jae-hyeon Na Gwang-min     | Miki Kanehiro Machi Nagasako           | Lui Chun Wai Yeung Pui Lam  |
| 2020 2021 | abgesagt            | abgesagt        | abgesagt                       | abgesagt                               | abgesagt                    |
| 2022      | Kim Tae-rim         | Niina Matsuta   | Lee Min-wook Park Beom-soo     | Sarochin Palaiphoon Methika Puthawilai | Lee Min-wook Oh Yeon-ju     |
| 2023      | Wang Zijun          | Kim Min-sun     | Hu Keyuan Lin Xiangyi          | Chen Fanshutian Jiang Peixi            | Hu Keyuan Liu Jiayue        |
| 2024      | Hyuga Takano        | Mao Oishi       | Huang Kai-yi Sheng-Ming-lin    | Huang Ke-xin Chou Yun-an               | Hung Bing-fu Chou Yun-an    |